# Chiesa di Santa Lucia (Prata di Pordenone)
La chiesa di Santa Lucia è la parrocchiale di Prata di Pordenone, in provincia di Pordenone e diocesi di Concordia-Pordenone; fa parte della forania di Azzano Decimo.

## Storia
La prima citazione di una chiesetta a Prata, annessa al locale castello di cui forse era la cappella gentilizia, è da ricercare nel testamento del conte Guecello II, datato 7 agosto 1262; nel XIV secolo questa fu eretta a parrocchiale, affrancandosi così dalla pieve di San Vigilio.

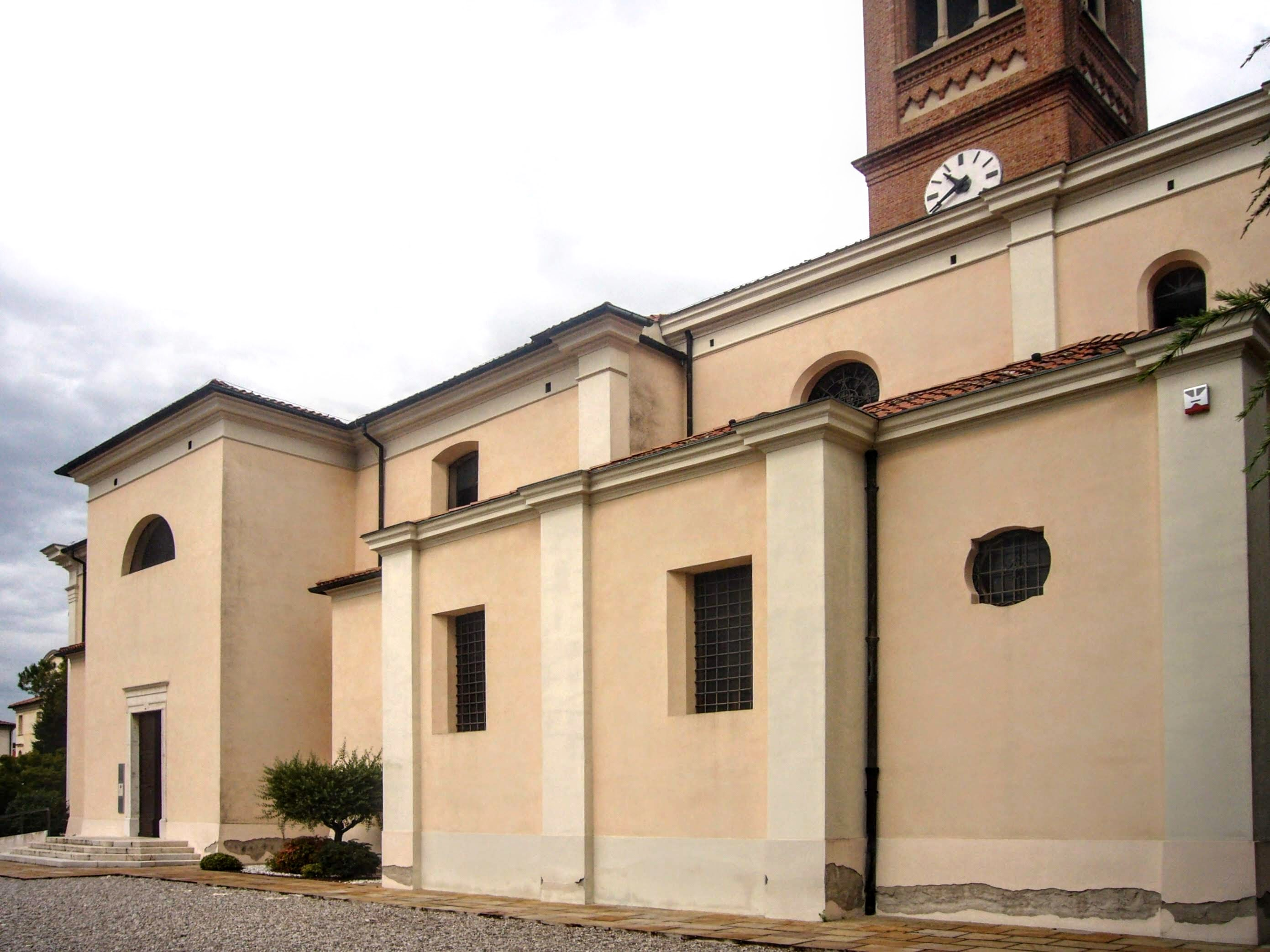
Il fianco destro della chiesa

Risparmiata durante la distruzione del borgo avvenuta nel 1419 ad opera dell'esercito veneziano, la chiesa tuttavia successivamente fu più volte minacciata dalle esondazioni del Meduna; così, tra il 1530 e il 1537 il parroco don Antonio Boarata ne fece edificare una nuova, poi benedetta nel 1542, su un terreno rialzato che lui stesso aveva donato nel 1525.
Tra il 1722 e il 1725 la parrocchiale, dal momento che versava in condizioni pessime, venne rimodernata e ripristinata, per poi essere ampliata nel 1772 sfruttando anche i materiale ricavati dalla demolizione di alcune antiche cappelle della zona.

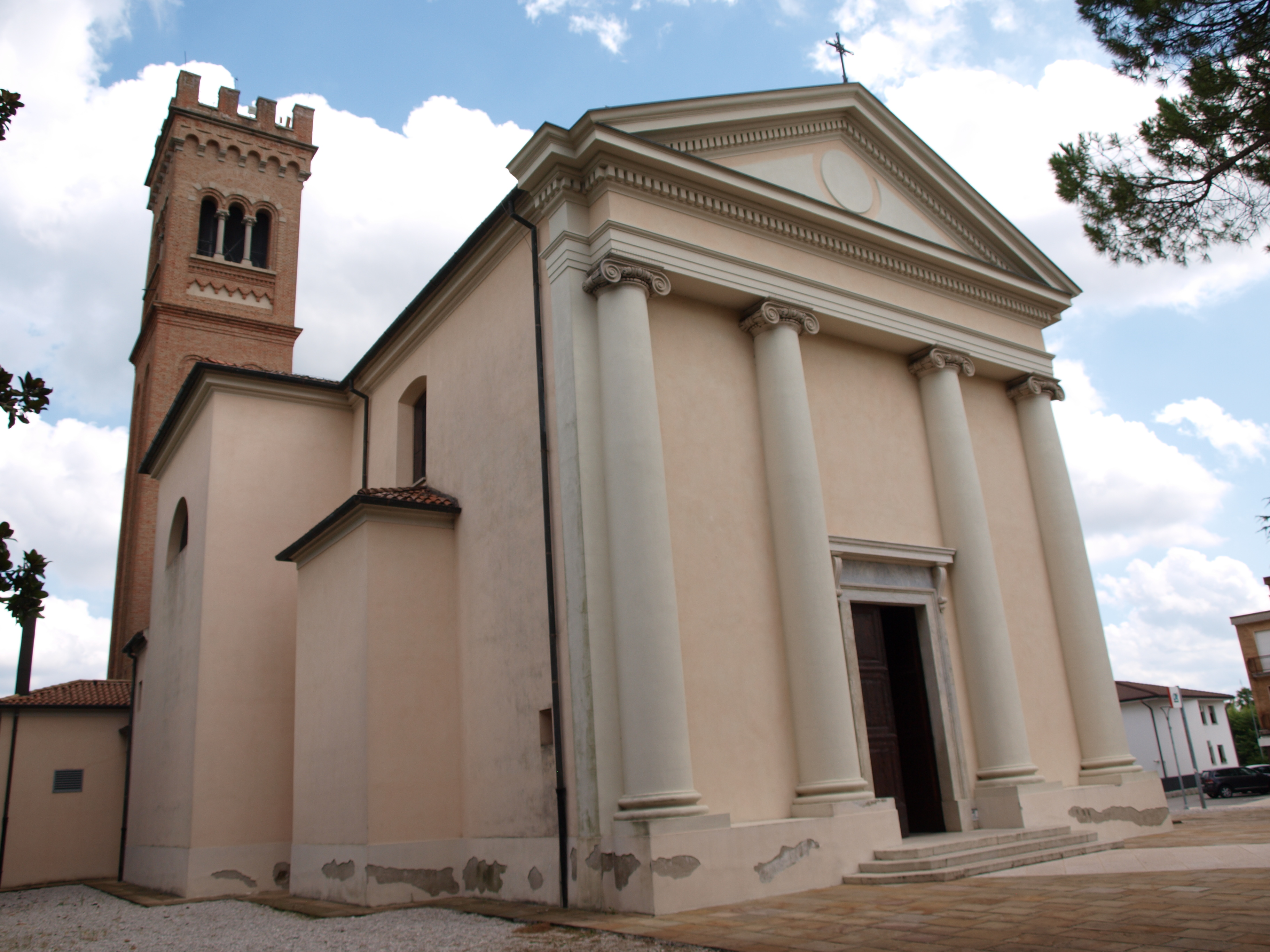
Il lato sinistro della chiesa con il campanile

Nel 1843 vennero costruite le due grandi cappelle che formano il transetto e nel 1856 fu rifatto il pavimento, mentre poi l'11 ottobre 1857 il vescovo di Concordia Andrea Casasola impartì la consacrazione della chiesa; agli inizi del Novecento si provvide alla ricostruzione della facciata.
Il 21 agosto 2007 la chiesa venne danneggiata da un incendio; si rese dunque necessario un restauro, che terminò poi nel 2011.

## Descrizione

### Esterno

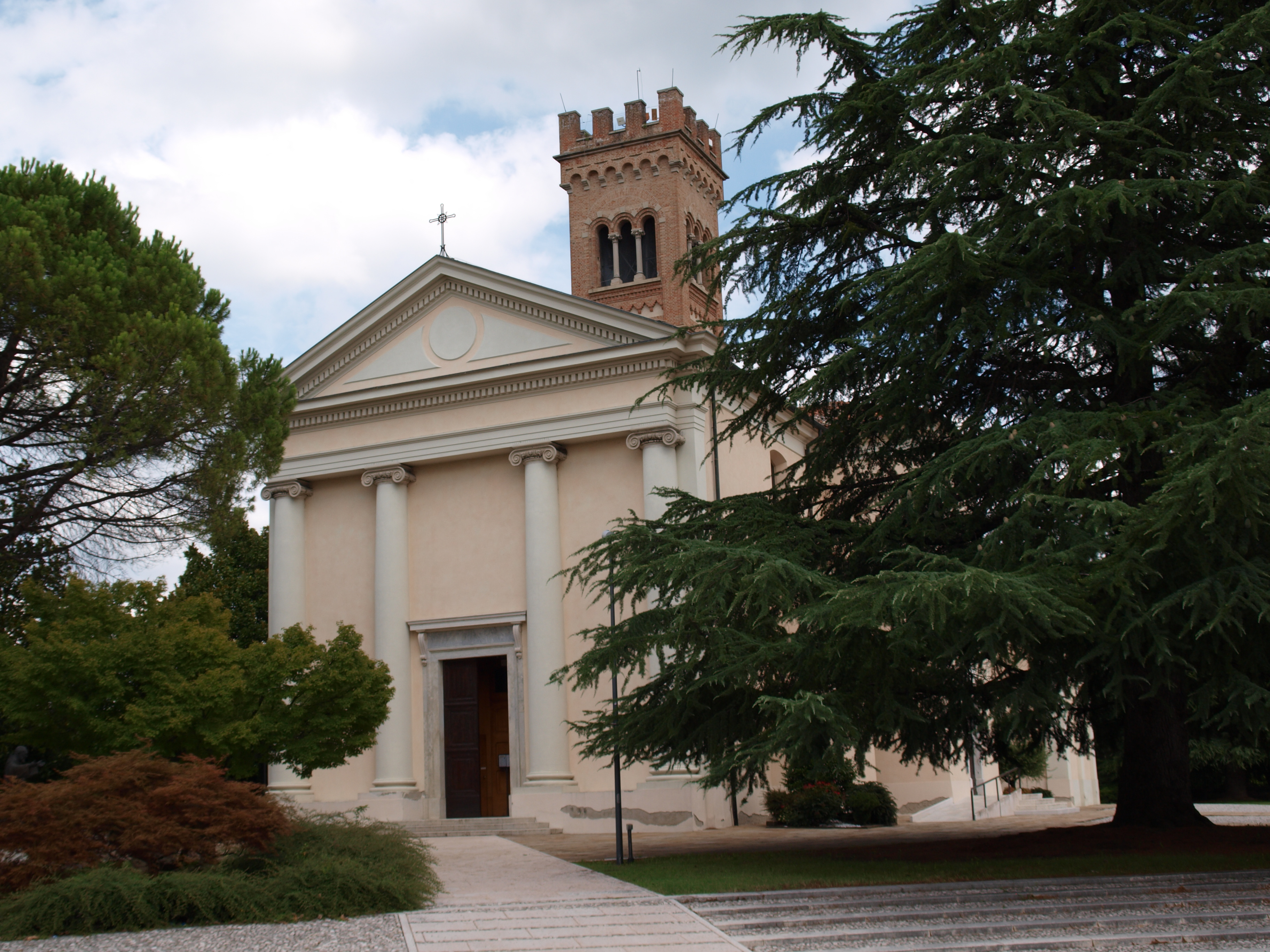
La chiesa parzialmente nascosta dagli alberi

La facciata della chiesa, che volge a ponente, è tripartita da quattro semicolonne d'ordine ionico, poggianti sul basamento e sorreggenti la trabeazione e il timpano triangolare dentellato, e presenta al centro il portale d'ingresso sormontato da una mensola.
I prospetti laterali dell'edificio, caratterizzati dalle sporgenze delle cappelle laterali e dei locali di servizio, sono ritmati da lesene.
Annesso alla parrocchiale è il campanile a base quadrata, la cui cella, rifatta nel 1908, presenta una trifora per lato ed è coronata dalla merlatura in stile guelfo.

### Interno
L'interno dell'edificio si compone di un'unica navata, sulla quale si affacciano quattro cappelle laterali e le cui pareti sono scandite da lesene sorreggenti la cornice sopra cui s'imposta la volta.
Qui sono conservate diverse opere di pregio, tra le quali la pala dell'Assunta tra gli angeli, eseguita nel XIX secolo da Lorenzo Gavagnin, l'affresco raffigurante la Gloria di santa Lucia, realizzata da Domenico Fabris, le due statue ritraenti i santi Giacomo e Lucia, scolpite da Bartolomeo Modolo nel 1748, la tela con soggetto san Carlo Borromeo, dipinta dal pordenonese Gasparo Narvesa, e la pala della Madonna del Rosario, realizzata dal veneziano Giacomo Amigoni nella prima metà del XVIII secolo.